# Nikolaj Nebogatov
Nikolaj Ivanovič Nebogatov (in russo Николай Иванович Небогатов?; San Pietroburgo, 20 aprile 1849 – Mosca, 4 agosto 1922) è stato un ammiraglio russo.
Asceso ai vertici della Marina Imperiale Russa, è principalmente noto per il suo ruolo nelle fasi finali della guerra russo-giapponese, specialmente nella disastrosa sconfitta di Tsushima, della quale venne ritenuto il principale responsabile.

## Biografia

### Origini e carriera navale
Nebogatov proveniva da una famiglia di marinai di lungo corso (già il padre Ivan era stato ufficiale di marina). Diplomatosi nel 1869, fu promosso tenente nel 1874. Tra il 1882 e il 1886 prestò servizio come ufficiale sull'incrociatore Razboinik, mentre nel 1888 ricevette il comando della cannoniera Groza e l'anno successivo della cannoniera Grad. Promosso capitano, comandò diverse navi da guerra come la Krejs, l'Admiral Nakhimov e il Minin. Fu quindi nominato capo d'addestramento dell'artiglieria navale per la Flotta del Baltico, e promosso contrammiraglio nel 1901.

### Il 3º Squadrone del Pacifico
Durante la guerra contro il Giappone, a causa delle difficoltà russe fu deciso di trasferire gran parte della Flotta del Baltico nell'Oceano Pacifico. Ribattezzata "II Flotta" o "2º Squadrone del Pacifico", la formazione salpò alla fine del 1904 verso l'Asia sotto il comando dell'ammiraglio Zinovij Petrovič Rožestvenskij per soccorrere la Flotta del Pacifico, intrappolata nell'assedio di Port Arthur dalla Marina imperiale giapponese.
In gran parte per ragioni politiche, furono fatte pressanti richieste per un ulteriore 3º Squadrone del Pacifico, composto per lo più da incrociatori obsoleti e corazzate costiere. Rendendosi conto che le navi erano altamente inadatte al compito e di fronte a interi equipaggi non addestrati, molti ammiragli russi rifiutarono il comando, mentre Nebogatov fu l'unico ad accettare.
Nonostante diversi episodi di sabotaggio da parte di elementi filo-rivoluzionari e anarchici all'interno degli equipaggi, Nebogatov salpò nel febbraio 1905 col 3º Squadrone, così composto: la vecchia corazzata Imperator Nikolai I come nave ammiraglia, l'incrociatore Vladimir Monomakh, le corazzate costiere Admiral Ušakov, Admiral Senyavin e General Admiral Graf Apraksin e numerose navi da trasporto. Lo squadrone attraversò il Canale di Suez e l'Oceano Indiano, incontrandosi diversi mesi dopo col 2º Squadrone del Pacifico alla baia di Cam Ranh, nell'Indocina francese. L'autoritario e irascibile ammiraglio Rožestvenskij, che fin dall'inizio si era opposto alla partenza del 3º Squadrone del Pacifico, non condivise con Nebogatov la sua strategia e la rotta da seguire, non comunicandogli neanche la morte dell'ammiraglio Dmitrij Gustanovič von Fölkersam, suo vice-comandante, avvenuta il 24 maggio. Con la morte di Fölkersam Nebogatov era a tutti gli effetti il secondo in comando della flotta, ma non lo seppe fino allo scoppio della battaglia di Tsushima.

### Tsushima
Il 27 maggio, primo giorno della battaglia, la flotta giapponese concentrò gli attacchi contro il 2º Squadrone russo, così le navi di Nebogatov sopravvissero alla sconfitta iniziale di Rožestvenskij. Con l'ammiraglio gravemente ferito e la maggior parte delle navi del 2º Squadrone affondate, danneggiate o disperse, Nebogatov dovette assumere il comando. Dopo aver affrontato ripetuti attacchi di siluri nipponici durante la notte, le restanti navi russe si radunarono attorno alla Imperator Nikolai I. Tuttavia, avvistando la flotta giapponese al completo la mattina del 28 maggio, Nebogatov si rese conto che non c'era più speranza di vittoria, e che i rinforzi dell'ammiraglio Oskar Enkvist non sarebbero arrivati in tempo per impedire l'ormai sicura sconfitta.
Nonostante le obiezioni della maggior parte dei suoi ufficiali, Nebogatov accettò i termini di resa dell'ammiraglio nemico Tōgō Heihachirō. Poche ore dopo si arrese ai giapponesi sulla corazzata Mikasa, cedendo loro il controllo delle corazzate russe sopravvissute (la Imperator Nikolai I, la Orël, la General Admiral Graf Apraxin e la Admiral Senyavin). L'incrociatore Izumrud invece disobbedì agli ordini e fuggì attraverso le linee giapponesi, mentre l'Admiral Ušakov, essendosi smarrita durante la notte, non venne mai a conoscenza dell'ordine di arrendersi e fu affondata la mattina successiva dai giapponesi dopo un'ultima disperata resistenza.

### Capro espiatorio
Nebogatov fu preso come prigioniero di guerra dai giapponesi. Mentre era ancora imprigionato fu congedato con disonore dall'Ammiragliato russo e privato dei titoli nobiliari poiché ritenuto il principale responsabile della sconfitta. Al suo ritorno in Russia lui e 77 dei suoi subordinati furono arrestati e portati davanti alla corte marziale nel dicembre 1906.
Nebogatov giustificò la propria resa con l'inadeguatezza delle navi e degli armamenti, che avrebbe portato solo all'insensato massacro degli uomini. La sua difesa però fu respinta, e Nebogatov e tre dei suoi capitani furono condannati a morte per fucilazione il 25 dicembre 1906. Tuttavia, per ordine diretto dello zar Nicola II, le condanne furono commutate in 10 anni di reclusione.

### Ultimi anni
Fu rilasciato dalla fortezza di Pietro e Paolo, dov'era detenuto, nel maggio 1909 per effetto di una speciale amnistia in occasione del compleanno dello zar.
Si trasferì poi a Mosca, dove morì nel 1922 nell'ormai Unione Sovietica.